# میلبورن (یوتا)
میلبورن (به انگلیسی: Milburn) یک منطقهٔ مسکونی در ایالات متحده آمریکا است که در شهرستان سنپیت، یوتا واقع شده‌است. میلبورن ۱٬۹۴۰٫۰۸ متر بالاتر از سطح دریا واقع شده‌است.